# Wissam Ben Yedder
Wissam Ben Yedder (Sarcelles, Francia, 12 de agosto de 1990) es un futbolista francés de ascendencia tunecina que juega como delantero. Actualmente juega por el Sepahan FC de la Iran Pro League.

## Trayectoria
Antes de cumplir 20 años se dedicaba al fútbol sala jugando en el Union Gargeoise. Esta tarea la compaginaba con defender los colores del UJA Alfortville de fútbol. Incluso llegó a ser miembro de la selección de fútbol sala de Francia en 2010.

### UJA Alfortville
Ben Yedder comenzó en clubes de menor importancia en su ciudad natal, pasando por un equipo de Saint-Denis. Luego pasó al UJA Alfortville que jugaba en el Campeonato Francés de fútbol amateur. Ahí marcó nueve goles y llamó la atención del Toulouse y el Lille.

### Toulouse F. C.
Firmó su contrato como profesional el año 2010 y debutaría, el 16 de octubre de ese mismo año, ante el PSG. Sus actuaciones no convencieron mucho al entrenador, por lo que también comenzó a jugar en el segundo equipo del Toulouse. En la Ligue 1 2010-11 jugó 4 partidos oficiales y en la 2011-12 solo 9, ninguno de ellos como titular. La temporada 2012-13 sería la de su consolidación, el entrenador Alain Casanova le daría la confianza y Ben Yedder respondería con 15 goles en 34 partidos. En las siguientes tres temporadas en el club galo fue, con diferencia, el máximo goleador del equipo. Su récord goleador fue de 17 goles en la Ligue 1 2015-16.

### Sevilla F. C.

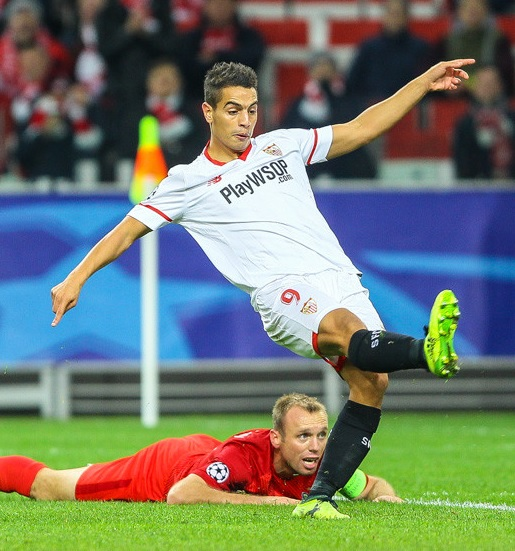
Contra el Spartak de Moscú en Champions de 2017-18

El 30 de julio de 2016 el Sevilla Fútbol Club oficializó la compra del delantero franco-tunecino, firmando por 5 temporadas. Debutó el 14 de agosto, en la Supercopa de España de Fútbol 2016, en la derrota 0-2 contra el FC Barcelona ingresando al 61 por Luciano Vietto. El 20 de agosto marcó su primer gol en la goleada 6 por 4 sobre el RCD Español. Su primer gol en la Liga de Campeones 2016-17 lo hizo el 27 de septiembre, dándole la victoria por la mínima a su club sobre el Olympique Lyon. El 1 de octubre logró su primer doblete en el 2 a 1 sobre el Deportivo Alavés. El 21 de diciembre marcó su primer hat-trick en la goleada 9 por 1 sobre SD Formentera en la Copa del Rey. El 7 de enero de 2017 volvió a marcar un triplete esta vez, en la Liga Santander, en la goleada 4 por 0 a domicilio ante la Real Sociedad. El 27 de abril marcó su último gol de la temporada dándole la victoria su equipo 2 por 1 sobre el Celta de Vigo. En la primera temporada se convirtió en el máximo goleador del equipo, con 18 dianas en la temporada.
El 16 de agosto marcó su primer gol de la temporada en la victoria 2 a 1 como visitantes sobre el Estambul Başakşehir FK. El 22 de agosto marcó en el partido de vuelta ante el mismo equipo, ayudando a lograr el pase a la fase de grupos de la Liga de Campeones. El 13 de septiembre marcó gol en Anfield en el empate a dos ante el Liverpool. El 26 de septiembre marcó su primer hat-trick en la Liga de Campeones 2017-18 en la goleada 3 por 0 sobre el NK Maribor. El 21 de noviembre logró un doblete en el empate a tres ante el Liverpool.
El 13 de marzo se convirtió en el héroe de Old Trafford al marcar los dos goles de la victoria (1-2) sobre el Manchester United que clasificaría al Sevilla a los cuartos de final de la Liga de Campeones 2017-18 después de haber ingresado en el minuto 72 por Luis Muriel. El delantero francés acabó nuevamente como máximo goleador del club hispalense con 22 tantos, diez de ellos en Liga de Campeones y nueve en Liga.
El 20 de septiembre de 2018 logró un doblete en la fase de grupos de Liga Europa ante el Standard Lieja (5-1). Tres días más tarde logró un triplete en la goleada por 2 a 6 ante el Levante. El 26 de septiembre marcó uno de los goles en la victoria por 3 a 0 ante el Real Madrid. El 11 de noviembre dio la victoria al conjunto hispalense en el descuento ante el RCD Espanyol (2-1) y además alcanzó los 50 goles oficiales con el club en 101 encuentros. El 14 de febrero de 2019 se convirtió en el tercer jugador sevillista con más goles en competiciones europeas con el gol marcado a la SS Lazio en la victoria por 0 a 1.

### AS Mónaco
El 14 de agosto de 2019 el Sevilla Fútbol Club hizo oficial su traspaso al AS Monaco, recibiendo 20 millones de euros y al jugador Rony Lopes. La operación se cifró en unos 40 millones de euros.

## Selección nacional
Su buen inicio en la temporada 2012-13, anotando 3 goles en 4 partidos, llamaron la atención del entrenador de la selección sub-21 de Francia, Erick Mombaerts. Disputaría dos amistosos contra Eslovaquia y Chile.
El 18 de octubre de 2012 fue convocado por la Comisión de Disciplina de la Federación Francesa de Fútbol junto a Yann M'Vila, Antoine Griezmann, Chris Mavinga y M'Baye Niang después de ser descubiertos en un club nocturno de París tres días antes de un duelo trascendental para clasificar a la Eurocopa Sub-21 de 2013. El equipo francés caería derrotado ante su similar de Noruega por 3 a 5 y no clasificaría a la cita internacional. Ben Yedder fue suspendido de toda convocatoria a cualquier selección francesa hasta el 31 de diciembre de 2013. El 27 de noviembre de 2012 pidió disculpas públicas y que intentaría apelar a la sanción.
Tras haber rechazado varias veces a ir con Túnez, fue convocado por Didier Deschamps en marzo de 2018 para acudir a la concentración de la selección absoluta francesa. El 23 de marzo de 2018 debutó con Francia al entrar por Olivier Giroud en el partido que los galos perdieron 3-2 contra Colombia.
En junio de 2019 volvió a ser convocado por el seleccionador galo para el amistoso contra Bolivia y los partidos de clasificación para la Eurocopa 2020 contra Turquía y Andorra. El 11 de junio del mismo año marcaría su primer gol con la selección ante Andorra.

## Estadísticas

### Clubes
Actualizado al último partido disputado el 1 de marzo de 2024.
| Club                       | Div.          | Temporada     | Liga  | Liga  | Liga   | Copas nacionales | Copas nacionales | Copas nacionales | Copas internacionales | Copas internacionales | Copas internacionales | Total | Total | Total  |
| Club                       | Div.          | Temporada     | Part. | Goles | Asist. | Part.            | Goles            | Asist.           | Part.                 | Goles                 | Asist.                | Part. | Goles | Asist. |
| -------------------------- | ------------- | ------------- | ----- | ----- | ------ | ---------------- | ---------------- | ---------------- | --------------------- | --------------------- | --------------------- | ----- | ----- | ------ |
| Toulouse F. C. Francia     | 1.ª           | 2010-11       | 4     | 0     | 0      | 1                | 0                | 0                | —                     | —                     | —                     | 5     | 0     | 0      |
| Toulouse F. C. Francia     | 1.ª           | 2011-12       | 9     | 1     | 0      | 2                | 0                | 0                | —                     | —                     | —                     | 11    | 1     | 0      |
| Toulouse F. C. Francia     | 1.ª           | 2012-13       | 34    | 15    | 5      | 3                | 0                | 1                | —                     | —                     | —                     | 37    | 15    | 6      |
| Toulouse F. C. Francia     | 1.ª           | 2013-14       | 38    | 16    | 3      | 4                | 1                | 0                | —                     | —                     | —                     | 42    | 17    | 3      |
| Toulouse F. C. Francia     | 1.ª           | 2014-15       | 36    | 14    | 3      | 2                | 1                | 0                | —                     | —                     | —                     | 38    | 15    | 3      |
| Toulouse F. C. Francia     | 1.ª           | 2015-16       | 35    | 17    | 5      | 6                | 6                | 1                | —                     | —                     | —                     | 41    | 23    | 6      |
| Toulouse F. C. Francia     | Total club    | Total club    | 156   | 63    | 16     | 18               | 8                | 2                | 0                     | 0                     | 0                     | 174   | 71    | 18     |
| Sevilla F. C. · España     | 1.ª           | 2016-17       | 31    | 11    | 4      | 6                | 5                | 1                | 5                     | 2                     | 0                     | 42    | 18    | 5      |
| Sevilla F. C. · España     | 1.ª           | 2017-18       | 25    | 9     | 3      | 6                | 3                | 2                | 11                    | 10                    | 0                     | 42    | 22    | 5      |
| Sevilla F. C. · España     | 1.ª           | 2018-19       | 35    | 18    | 9      | 6                | 2                | 0                | 13                    | 10                    | 2                     | 54    | 30    | 11     |
| Sevilla F. C. · España     | Total club    | Total club    | 91    | 38    | 16     | 18               | 10               | 3                | 29                    | 22                    | 2                     | 138   | 70    | 21     |
| A. S. Monaco F. C. Francia | 1.ª           | 2019-20       | 26    | 18    | 4      | 5                | 1                | 0                | —                     | —                     | —                     | 31    | 19    | 4      |
| A. S. Monaco F. C. Francia | 1.ª           | 2020-21       | 37    | 20    | 7      | 4                | 2                | 1                | —                     | —                     | —                     | 41    | 22    | 8      |
| A. S. Monaco F. C. Francia | 1.ª           | 2021-22       | 37    | 25    | 5      | 4                | 5                | 1                | 11                    | 2                     | 1                     | 52    | 32    | 7      |
| A. S. Monaco F. C. Francia | 1.ª           | 2022-23       | 32    | 19    | 6      | 0                | 0                | 0                | 10                    | 5                     | 1                     | 42    | 24    | 7      |
| A. S. Monaco F. C. Francia | 1.ª           | 2023-24       | 22    | 16    | 2      | 2                | 4                | 0                | —                     | —                     | —                     | 24    | 20    | 1      |
| A. S. Monaco F. C. Francia | Total club    | Total club    | 154   | 93    | 23     | 15               | 12               | 2                | 21                    | 7                     | 2                     | 190   | 112   | 27     |
| Total carrera              | Total carrera | Total carrera | 401   | 194   | 55     | 51               | 30               | 7                | 50                    | 29                    | 4                     | 502   | 253   | 66     |

### Hat-tricks
| 1  | 30 de noviembre de 2013  | Stade de Toulouse             | Toulouse F. C. - F. C. Sochaux        |       | 5 - 1                    | Ligue 1 2013-14 |
| 2  | 17 de mayo de 2014       | Stade de Toulouse             | Toulouse F. C. - Valenciennes F. C.   | 3 - 1 |                          | Ligue 1 2013-14 |
| 3  | 9 de enero de 2016       | Estadio Auguste Delaune       | Stade de Reims - Toulouse F. C.       | 1 - 3 | Ligue 1 2015-16          |                 |
| 4  | 21 de diciembre de 2016  | Estadio Ramón Sánchez-Pizjuán | Sevilla F. C. - S. D. Formentera      | 9 - 1 | Copa del Rey 2016-17     |                 |
| 5  | 7 de enero de 2017       | Estadio de Anoeta             | Real Sociedad - Sevilla F. C.         | 0 - 4 | Primera División 2016-17 |                 |
| 6  | 26 de septiembre de 2017 | Estadio Ramón Sánchez-Pizjuán | Sevilla F. C. - N. K. Maribor         | 3 - 0 | Champions League 2017-18 |                 |
| 7  | 23 de septiembre de 2018 | Estadio Ciudad de Valencia    | Levante U. D. - Sevilla F. C.         | 2 - 6 | Primera División 2018-19 |                 |
| 8  | 10 de marzo de 2019      | Estadio Ramón Sánchez-Pizjuán | Sevilla F. C. - Real Sociedad         | 5 - 2 | Primera División 2018-19 |                 |
| 9  | 14 de mayo de 2022       | Estadio Luis II               | A. S. Mónaco - Stade Brestois         | 4 - 2 | Ligue 1 2021-22          |                 |
| 10 | 2 de octubre de 2022     | Estadio Luis II               | A. S. Mónaco - F.C. Nantes            | 4 - 1 | Ligue 1 2022-23          |                 |
| 11 | 15 de enero de 2023      | Estadio Luis II               | A. S. Mónaco - A.C. Ajaccien          | 7 - 1 | Ligue 1 2022-23          |                 |
| 12 | 20 de enero de 2024      | Stade Paul Lignon             | Rodez Aveyron Football - A. S. Mónaco | 1 - 3 | Copa de Francia 2023-24  |                 |

## Palmarés

### Títulos internacionales
| Título                      | Club (*) | Sede   | Año  |
| --------------------------- | -------- | ------ | ---- |
| Liga de Naciones de la UEFA | Francia  | Italia | 2021 |

(*) Incluyendo la selección.